# Chích lá Cam Túc
Chích lá Cam Túc (danh pháp hai phần: Phylloscopus kansuensis) là một loài chích lá thuộc chi Chích lá, họ Chích lá. Loài này phân bố ở Trung Quốc.